# Rodrigo Suárez Peña
Rodrigo Suárez Peña (Utrera, provincia de Sevilla, 7 de marzo de 1986), más conocido futbolísticamente como Rodri, es un futbolista español. Que juego en el primer equipo del Real Betis balompié siendo una gran estrella, actualmente tras su retiro a una joven edad se dedica a la compra y venta de vehículos motorizado

## Trayectoria
Rodri es un jugador habilidoso, muy dotado técnicamente y con un gran último pase. Puede jugar tanto de mediapunta como en banda. Formado en las categorías inferiores del Real Betis Balompié, en el año 2006 debuta en el primer filial verdiblanco. Debuta con el primer equipo el 29 de agosto de 2009, en un partido disputado frente al Córdoba. Juega un total de 23 partidos durante su primera temporada en Segunda División. En la temporada 2010/11, ante la falta de minutos, es cedido en el mercado de invierno al FC Cartagena. En el verano de 2011 rescinde su contrato con el cuadro sevillano y ficha por el CD Guadalajara, equipo recién ascendido a la Liga Adelante. Con el cuadro alcarreño disputa un total de 22 partidos de liga, marcando 2 goles, durante la temporada 2011/12. Al finalizar la temporada, el club decide no renovarle.
En el 2015, juega en el Northampton Town de la Football League Two de Inglaterra.